# Judo ai XIII Giochi del Mediterraneo
I tornei di judo ai XIII Giochi del Mediterraneo si sono svolti dal 21 al 24 giugno 1997 presso i padiglioni della Fiera del Levante a Bari, in Italia. Il programma delle prove era diviso in 7 categorie maschili (−60 kg, -65 kg, -71 kg, -78 kg, -86 kg, -95 kg e +95 kg) e 7 femminili (-48 kg, -52 kg, -56 kg, -61 kg, -66 kg, -72 kg e +72 kg).
In questa edizione ha fatto il suo esordio tra le discipline dei Giochi, la categoria femminile.
Sulle 14 medaglie disponibili, gli atleti italiani, ne hanno conquistate 12.

## Calendario
Le gare di judo si sono tenute dal 21 al 24 giugno.
Il peso si è svolto dalle 9.00 fino alle 10.00.
I turni preliminari erano iniziati verso 15.00, su due tatami, e le finali su un unico tatami si disputano alle ore 18.00.
| Uomini | 60 kg - 65 kg | 71 kg - 78 kg | 86 kg         | 95 kg - +95 kg | 7  |
| Donne  | 48 kg         | 52 kg - 56 kg | 61 kg - 66 kg | 72 kg - +72 kg | 7  |
| Totale | 3             | 4             | 3             | 4              | 14 |

|  | Qualificazioni |  | FINALI |

## Podi

### Uomini
| Evento                            | Oro                 | Argento         | Bronzo                               |
| fino a 60 kg (pesi super-leggeri) | Girolamo Giovinazzo | Makram Ayed     | Eric Despezelle Oscar Penas          |
| fino a 65 kg (pesi mezzo-leggeri) | Huseyn Okzan        | Omar Meridja    | Ludovic Dellacotte Marino Cattedra   |
| fino a 71 kg (pesi leggeri)       | Christophe Gagliano | Samuel Salvador | Giuseppe Maddaloni Abdellatif Zaouia |
| fino a 78 kg (pesi medio-leggeri) | Dario Romano        | Sergio Domenech | Adil Belgaid Djamel Bouras           |
| fino a 86 kg (pesi medi)          | Michele Monti       | Stephan Nomis   | Skander Hachicha Fernando Gonzales   |
| fino a 95 kg (pesi medio-massimi) | Luigi Guido         | Damjan Petek    | Stéphane Traineau Dano Pantic        |
| oltre 95 kg (pesi massimi)        | David Douillet      | Selim Tataroğlu | Denis Braidotti Ernesto Perez        |

### Donne
| Evento                            | Oro                  | Argento             | Bronzo                           |
| fino a 48 kg (pesi super-leggeri) | Federique Jossinet   | Leposava Markovic   | Gulnigar Gulsaran Yolanda Soler  |
| fino a 52 kg (pesi mezzo-leggeri) | Marie-Claire Restoux | Salima Souakri      | Giuseppina Macrì Almudena Muñoz  |
| fino a 56 kg (pesi leggeri)       | Isabelle Magnien     | Francesca Campanini | Lynda Mekzine Raoudha Chaari     |
| fino a 61 kg (pesi medio-leggeri) | Sara Alvarez         | Karine Petit        | Nesria Traki Nese Yazici         |
| fino a 66 kg (pesi medi)          | Emanuela Pierantozzi | Isabelle Beauruelle | Nada Ognjenovic Gamza Sakizligil |
| fino a 72 kg (pesi medio-massimi) | Estha Essombre       | Ylenia Scapin       | Zarife Yldrim Beatriz Martin     |
| oltre 72 kg (pesi massimi)        | Céline Lebrun        | Heba Hefny          | Donata Burgatta Mara Kovacevic   |

## Medagliere
| Posizione | Paese      |    |    |    | Totale |
| --------- | ---------- | -- | -- | -- | ------ |
| 1         | Francia    | 7  | 3  | 4  | 14     |
| 2         | Italia     | 5  | 2  | 5  | 12     |
| 3         | Spagna     | 1  | 2  | 6  | 9      |
| 4         | Turchia    | 1  | 1  | 5  | 7      |
| 5         | Algeria    | 0  | 2  | 1  | 3      |
| 5         | Jugoslavia | 0  | 1  | 3  | 4      |
| 5         | Tunisia    | 0  | 1  | 2  | 3      |
| 5         | Egitto     | 0  | 1  | 0  | 1      |
| 5         | Slovenia   | 0  | 1  | 0  | 1      |
| 10        | Marocco    | 0  | 0  | 2  | 2      |
| Totale    | Totale     | 14 | 14 | 28 | 56     |